# Verwaltungsgemeinschaft Nürtingen
Die Vereinbarte Verwaltungsgemeinschaft Nürtingen (offiziell: Vereinbarte Verwaltungsgemeinschaft der Stadt Nürtingen mit den Gemeinden Frickenhausen, Großbettlingen Oberboihingen, Unterensingen und Wolfschlugen) ist eine Vereinbarte Verwaltungsgemeinschaft im Landkreis Esslingen in Baden-Württemberg (Deutschland).
Die Verwaltungsgemeinschaft hat ihren Sitz in Nürtingen. Nach § 59 der baden-württembergischen Gemeindeordnung ist die Stadt Nürtingen die erfüllende Gemeinde, das heißt, sie erfüllt die Aufgaben der Verwaltungsgemeinschaft. Vorsitzender der Verwaltungsgemeinschaft ist der amtierende Oberbürgermeister von Nürtingen.
Die Verwaltungsgemeinschaft besteht aus den folgenden sechs Gemeinden:
- Frickenhausen
- Großbettlingen
- Nürtingen, Stadt
- Oberboihingen
- Unterensingen
- Wolfschlugen